# Elżbieta Bińczycka
Elżbieta Bińczycka, née Elżbieta Godorowska le 2 mars 1955 à Cracovie, est une spécialiste de théâtre et femme politique polonaise, militante du Parti démocrate - demokraci.pl - devenu en novembre 2016 l'Union des démocrates européens - dont elle est présidente depuis le 28 novembre 2015.

## Biographie

### Famille
Son grand-père était membre des Légions polonaises de Piłsudski et son père Kazimierz Godorowski (1924-2002) faisait partie durant la Seconde Guerre mondiale de la Résistance polonaise de l'Armia Krajowa (AK). Elle a été l'étudiante puis l'épouse du célèbre acteur de théâtre et de cinéma Jerzy Bińczycki (1937-1998). Ils ont reçu le prix du couple le plus sympathique décerné par les lecteurs du magazine Pani (pl). Leur fils Jan Bińczycki (né en 1982) est un sociologue spécialiste des études de genre.

### Carrière théâtrale
Elżbieta Godorowska obtient une maîtrise d'études théâtrales à la faculté des lettres de l'université Jagellonne de Cracovie. Elle entre après ses études au Stary Teatr de Cracovie où elle occupe un poste de « secrétaire littéraire ».
Elle est impliquée dans plusieurs projets culturels, en particulier liés au théâtre : elle est notamment la coordonnatrice du programme « Dotknij Teatru » en Petite-Pologne. Elle est l'auteur de diverses études et publications sur le théâtre et de notices biographiques de personnalités du monde du théâtre, notamment d'acteurs.

### Engagement politique
Après la chute du communisme, Elżbieta Bińczycka s'engage en politique dans le sillon de Tadeusz Mazowiecki, militant au sein de l'Union démocratique et des partis qui lui succèdent, l'Union pour la liberté et le Parti démocrate - demokraci.pl, occupant des responsabilités locales puis régionales (présidente en Petite-Pologne depuis 2012) avant de prendre la présidence du parti en novembre 2015, succédant à l'ancien ministre de la Culture et parlementaire Andrzej Celiński.
En novembre 2016, elle préside à la fusion de son parti avec l'association « Démocrates européens » (pl) (Stowarzyszenie “Europejscy Demokraci”), constituée autour de parlementaires dissidents de la Plateforme civique comme Jacek Protasiewicz, Ewa Hołuszko (pl), Michał Kamiński, Stefan Niesiołowski pour devenir l'Union des démocrates européens.